# هری پاتر و یادگاران مرگ – قسمت اول (بازی ویدئویی)
هری پاتر و یادگاران مرگ - قسمت اول ( به انگلیسی Harry Potter and the Deathly Hallows – Part ۱ ) عنوان یک بازی ویدئویی است که براساس فیلم و رمانی به همین نام ساخته شده است . این بازی برای کنسول های پلی استیشن ۳ ، ایکس باکس ۳۶۰ ، نینتندو دی اس ، وی و ، مایکروسافت ویندوز در سال ، ۲۰۱۰ میلادی عرضه شد .

## شخصیت ها

### قابل بازی
- هری پاتر (شخصیت)

### غیر قابل بازی
- دانش آموزان
- رون ویزلی
- هرماینی گرنجر
- لونا لاوگود
- دین توماس
- مرگ خواران
- لرد ولدمورت
- بلاتریکس لسترنج
- دراکو مالفوی
- لوسیوس مالفوی
- اسکَبیر
- دیگر افراد
- آرتور ویزلی
- زنوفیلیوس لاوگود
- دابی
- کریچر
- دلوریس آمبریج
- روبیوس هاگرید
- ماندانگاس فلیچر
- کینگزلی شکلبولت